# 本戈河
本戈河（葡萄牙語：Rio Bengo），又称Zenza，是安哥拉西北部的一条河流，发源于水晶山脉，流入大西洋本戈湾，全长约300km，流域面积约7370km2。河口位于本戈省，罗安达以北约20km处。
本戈河上建有Kiminha水库，河流冲积平原的下游90km也有几个小湖泊，如Panguila、Quilunda和Lalama。本戈河冲积平原是罗安达主要的粮食产地。1889年修建引水渠之前，罗安达的饮用水也是通过装桶用船运输的。现代则从河中用水泵抽水，再用卡车运输。
本戈河河口生长有红树林，接近其生长南界。河中有鳄鱼、海牛、鸭、鱼类等动物生活。河中发展的水产养殖业只有罗安达省Kifangondo的罗非鱼养殖场。
本戈河周边地区曾发生过多场战役。1641年荷兰人占领罗安达期间葡萄牙人撤退。1873年本戈河和丹德河之间的登博斯人起义反抗葡萄牙统治。1975年的Battle of Quifangondo是安哥拉独立战争中的一场重要战役。